# Коєвці (Великотирновська область)
Ко́євці (болг. Коевци) — село у Великотирновській області Болгарії. Входить до складу общини Сухиндол.

## Населення
За даними перепису населення 2011 року у селі проживали 149 осіб.
Національний склад населення села:
| Національність   | Кількість осіб | Відсоток |
| ---------------- | -------------- | -------- |
| болгари          | 116            | 86,6%    |
| турки            | 7              | 5,2%     |
| цигани           | 6              | 4,5%     |
| Всього відповіли | 134            |          |

Розподіл населення за віком у 2011 році:
Динаміка населення: